# Jean-Baptiste Vifquain
Jean-Baptiste Vifquain (nom complet : Jean-Baptiste Joseph Vifquain ou parfois écrit Vifquin), né le 24 juin 1789 à Tournai (Belgique) et mort le 31 août 1854 à Ivry-sur-Seine (France), est un officier militaire, architecte, urbaniste et ingénieur-inspecteur en chef honoraire des Ponts et Chaussées, qui eut tour à tour les nationalités française, néerlandaise et belge.

## Biographie

### Enfance et famille
Jean-Baptiste Joseph Vifquain, dit Jean-Baptiste Vifquain, parfois écrit Vifquin, est né le 24 juin 1789, au 29 rue des Jésuites, à Tournai. Son père est maître-maçon. À l'adolescence il fréquente l'Académie de dessin de la ville,. Ses parents meurent alors qu'il est militaire. Lors du décès de sa mère, née Marie Thérèse Joseph Parmentier, le 21 décembre 1808 il est en garnison à Tournai et lors du décès de son père Léopold Joseph Vifquin, le 25 novembre 1810 il est en garnison à Flessingue en Zélande.

### Formation: militaire

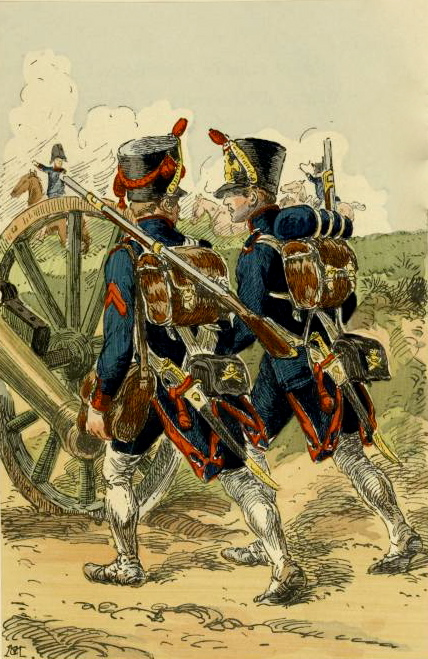
Artilleurs à pied en 1809.

Le 13 avril 1808, Jean-Baptiste Vifquain a 18 ans lorsqu'il est enrôlé dans l'armée napoléonienne, en tant que conscrit volontaire. Il va avec son unité, le 9e régiment d'artillerie à pied, participer, en 1809, à la campagne d'Allemagne et d'Autriche. Il est engagé, le 3 mai à la bataille d'Ebersberg, puis le 22 mai à celle d'Essling, où son comportement au combat lui vaut la croix de la Légion d'Honneur et d'être nommé artificier. En route, à pied, pour Vienne son régiment est de nouveau engagé les 5 et 6 juillet à la bataille de Wagram. C'est toujours avec le même régiment qu'il est incorporé dans l'armée du général Marmont pour prendre en chasse l'armée autrichienne en retraite. De nouveaux combats ont lieu lors de la bataille de Znaïm, qui débouche sur un cessez-le-feu. Le premier octobre Jean-Baptiste Vifquain est promu sergent fourrier, avant la signature, le 14 octobre du traité de Schönbrunn qui marque la fin de cette campagne de 1909 et le retour à pied au pays.
Parallèlement à sa carrière militaire, il peut poursuivre à partir de 1812 grâce au soutien financier de son oncle Louis Vifquin (sic), riche négociant en houblons à Tournai, des études d'ingénieur à l'École polytechnique, où il obtient son diplôme d'ingénieur en 1814, tout en ayant participé à la campagne de France.

### Le royaume uni des Pays-Bas
À l'époque du royaume uni des Pays-Bas, grâce à l'influence de son oncle Louis, il obtient le poste d'inspecteur de l'Octroi à Tournai en 1814-1815. Il est ensuite engagé au « Waterstaat » (ministère de l'eau) pour les services de la province de Brabant. En 1817, il est nommé ingénieur en chef de 2e classe. Il est à cette époque le collaborateur de l'architecte Ghislain-Joseph Henry, qu'il assiste lors des transformations du château de Laeken et du palais royal de Bruxelles.
Le roi Guillaume Ier avait mis au concours un projet de monument commémoratif de la bataille de Waterloo, Vifquain dépose successivement deux projets de pyramide qui ne seront pas acceptés. L'architecte Charles Vander Straeten ayant été consulté en tant qu'expert par le gouvernement en avait fait dans son rapport, qui fut approuvé et que rien donc ne permet de considérer comme non objectif, une critique acerbe. Vifquain présenta un nouveau projet d'obélisque supporté par des colonnes. Vander Straeten entra également dans le jeu et remit le dessin d'un tumulus conique, surmonté d'un lion. Mais ces deux projets furent désapprouvés par le ministère. Finalement le roi trancha, sous l'influence de la reine, et choisi la butte que nous connaissons toujours et qui est mondialement connue.
Vifquain ne fut pas choisi, mais grâce à son projet il avait acquis une certaine notoriété. Ce n'est pas le seul heurt de Vifquain avec Van der Straeten. Après la mort de l'architecte du roi Ghislain-Joseph Henry, Vifquain espère prendre sa succession, mais Van der Straeten lorgne également la place et entreprend de déconsidérer Vifquain. Cette manœuvre réussit et Van der Straeten est nommé.
Il s'installe à Bruxelles où il travaille à la construction de bâtiments publics pour la ville de Bruxelles. Il réalisera de nombreux travaux d'embellissement comme le dessin des boulevards de petite ceinture de Bruxelles et effectuera des travaux de génie civil comme le canal Bruxelles-Charleroi, divers travaux pour le chemins de fer ainsi que le premier pont métallique de Belgique. Les principales artères bruxelloises seront équipées d'éclairage au gaz par ses soins.
De 1825 à 1828, il est conseiller communal à Saint-Josse-ten-Noode, où il se fait construire une maison rue Royale à l'emplacement de l'actuelle église du Gesù.

### Le royaume de Belgique
En 1830, Vifquain est mêlé aux événements de la révolution belge. Il fait partie d'une délégation de trois personnes que le bourgmestre Urbain-Henri Verbist de Saint-Josse-ten-Noode envoie parlementer avec le prince Frédéric, qui commande les troupes du royaume uni des Pays-Bas, dont l'état-major s'est installé à Schaerbeek (château Eenens).
En 1833, Vifquain se fait promoteur. Il avait conçu le projet de relier le palais royal de Bruxelles au château de Laeken en perçant une artère depuis la place de la Reine jusqu'au pont de Laeken et constitue avec le bourgmestre de Schaerbeek Jean-François Herman, une « Société de la rue des Palais », alimentée par la perception d'un demi droit de barrière sur la route, plus un péage de deux centimes par personne franchissant le pont de la Senne. Le percement de la rue des Palais constituera une excellente affaire pour les deux hommes.
Décès
Jean-Baptiste Vifquain, qui avait perdu la raison et était légalement « interdit », meurt le 31 août 1854, à Ivry-sur-Seine, dans une maison de soins pour malades mentaux fondée par le docteur Esquirol (1772-1840), un célèbre aliéniste.

## Son œuvre

### En architecture

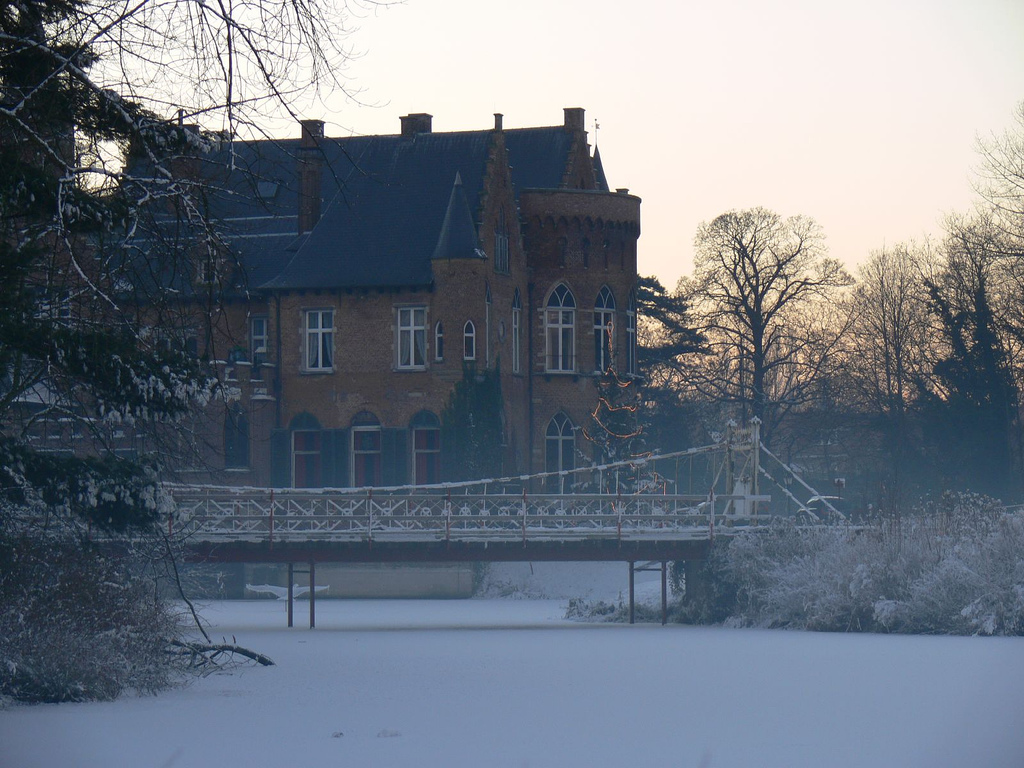
Bazel, le château de Wissekerke et son pont suspendu

Après le démantèlement de la seconde enceinte de Bruxelles, il participe au concours organisé en 1818 pour l'agrandissement et l'embellissement de la ville de Bruxelles. Il en est le lauréat et dessine les plans du boulevard périphérique qui remplace les anciennes fortifications. Il prévoit la construction de places et de promenades comportant de deux à quatre rangées d'arbres, une allée centrale et des voies latérales. En 1818-1829, il réalise la place d'Orange, rebaptisée place des Barricades en 1831. En 1823, Vifquain établit les plans et construit l’hôpital de Tirlemont. En 1824, Philippe Vilain XIIII confia à Vifquain les travaux d'agrandissement de son château de Wissekerke à Bazel ainsi que la construction du pont suspendu en fer forgé, le plus ancien pont de ce type subsistant en Europe.

### En génie civil
En 1823 il produit les plans du premier canal de Charleroi, au gabarit de 70 tonnes, mis en service en 1832, ainsi que la conception des bateaux qui y naviguaient, les baquets

## Hommage
Une rue dans la commune bruxelloise de Schaerbeek a reçu son nom, la rue Vifquin.

## Publications
- Des voies navigables en Belgique : considérations historiques suivies de propositions diverses, ayant pour objet l'amélioration et l'extension de la navigation, Devroye, 1842, 497 p. (lire en ligne).